# Malcolm Williamson (criptógrafo)
Malcolm John Williamson (Stockport, 2 de novembro de 1950 – San Diego, 15 de setembro de 2015) foi um matemático e criptógrafo britânico que, em 1974, descobriu os aspectos fundamentais da chamada criptografia de chave pública, três anos antes de Whitfield Diffie, Martin Hellman, Ralph Merkle, Ronald Rivest, Adi Shamir e Leonard Adleman, estes considerados os inventores da criptografia de chave pública.

## Biografia

### Infância e educação
Williamson nasceu em Heaton Mersey, subúrbio de Stockport, cidade da região metropolitana de Manchester, na Inglaterra, em 2 de novembro de 1950. Era filho de Helen Catherine Johnson e Malcolm Williamson, tendo um irmão mais velho chamado Stephen Maiden Williamson. Aos dez anos, o professor de matemática de Williamson o encorajou a frequentar a tradicional e prestigiosa escola Manchester Grammar School, e assim ele o fez após realizar o exame de admissão da instituição. Na Grammar School, ele conheceu Clifford Cocks, de quem seria amigo e colega de profissão por toda sua vida.
Em 1967, aos 16 anos, Williamson juntou-se a sete outros jovens estudantes da Inglaterra a fim de representar o país pela primeira vez na Olimpíada Internacional de Matemática (International Mathematical Olympiads, IMO), que naquele ano ocorreu entre os dias 2 e 13 de julho, em Cetinje, Montenegro, até então parte a Iugoslávia. Williamson recebeu a medalha de prata na competição. Em 1968 ele alcançou o primeiro lugar na Olimpíada Britânica de Matemática, classificando-se junto a Cocks para representar mais uma vez o país na IMO, que naquele ano ocorreu entre os dias 5 e 18 de julho em Moscou, Rússia, até então parte da União Soviética. Cocks recebeu uma medalha de prata e Williamson recebeu uma medalha de ouro na competição, tendo recebido também um prêmio especial por apresentar uma solução matemática de extraordinária elegância.
Ainda em 1968, Williamson foi admitido no Trinity College, integrante da Universidade de Cambridge, tendo transposto o primeiro ano do curso de matemática e graduando-se em 1971. Ele estudou ainda na Universidade de Liverpool entre 1971 e 1972.

### Carreira
Em 1972, Williamson foi admitido para trabalhar no Government Communications Headquarters (CESG), um braço do Government Communications Headquarters (GCHQ), o serviço de inteligência eletrônica do governo britânico, localizado em Cheltenham, no Condado de Gloucester; ele trabalharia lá até 1982. Cocks, que havia rumado para estudar matemática no Kings College, graduou-se na Universidade de Oxford e juntou-se a Williamson no GCHQ em setembro de 1973.
No GCHQ, Williamson e Cocks juntaram-se a James Ellis, que em 1970 havia proposto um esquema de "criptografia não secreta" num relatório de pesquisa secreto nº 3006 do CESG — The Possibility of Secure Non-Secret Digital Encryption ("a possibilidade de criptografia digital não secreta segura"). Ellis disse que a ideia lhe ocorreu pela primeira vez depois de ler um artigo da Segunda Guerra Mundial escrito por alguém do Bell Labs descrevendo o esquema denominado Projeto C43, uma forma de proteger as comunicações de voz adicionando (e posteriormente subtraindo) ruído aleatório. Williamson e Cocks expandiram o trabalho de Ellis, e Cocks logo chegou na implementação de uma função matemática do trabalho de Ellis, hoje conhecido como criptografia de chave pública ou criptografia assimétrica. Em 1974, Williamson, pretendendo provar que a teoria de Cocks estava incorreta, chegou a sua própria solução para o problema descrito por Ellis. Na época, o GCHQ não encontrou pronta utilidade para o trabalho desenvolvido pela equipe, mas optou de qualquer maneira por mantê-lo como segredo de estado. Em 18 de dezembro de 1997, durante uma palestra, Clifford Cocks finalmente revelou ao público as contribuições dos pesquisadores do GCHQ para o desenvolvimento da criptografia de chave pública.
Em 1976 o governo britânico o enviou para Washington, Estados Unidos, para integrar a Embaixada Britânica no país. Após dois anos lá, Williamson foi transferido para o Institute for Defense Analyses (IDA) em Princeton, Nova Jersey, onde ele trabalhou por mais um ano. Ele emigrou para os Estados Unidos em 1982, trabalhando para a Verbex, uma firma de tecnologia digital em fala e reconhecimento de voz localizada Bedford, Massachusetts. Em 1985 ele mudou-se para Madison, Wisconsin para trabalhar em tecnologia pioneira de auxílio para audição na Nicolet Instruments, permanecendo lá até 1989. Na Nicolet Instruments, ele foi autor de duas patentes de aparelhos auditivos digitais. Nessa época ele também fechou um contrato com o governo americano para o desenvolvimento de software de reconhecimento de voz em uma companhia estabelecida por ele, a Harken Research, Inc.
No outono de 1989, Williamson mudou-se para San Diego, Califórnia, a fim de integrar o recém inaugurado escritório do Center for Communications Research (CCR) do IDA na área de La Jolla. Williamson permaneceria no CCRL até o fim de sua vida.

## Vida pessoal e morte
A mãe de Williamson, Helen, faleceu em fevereiro de 1977. Após uma temporada de viagens com o filho pela costa oeste dos Estados Unidos em 1979, o pai de Williamson, Malcolm, faleceu em fevereiro de 1980 em decorrência de câncer de cólon. Em abril de 1981, o próprio Williamson foi diagnosticado com a mesma doença, tendo prontamente passado por uma intervenção cirúrgica que retraiu a manifestação da doença pelos próximos 17 anos.
Ele conheceu sua companheira Danielle Wellander em uma festa em dezembro de 1985, e os dois se casaram em abril de 1992. No outono de 1997, o casal começou a pesquisar a adoção de uma criança na Rússia, tendo o processo sido brevemente interrompido pela volta do câncer de Williamson na primavera do no seguinte, que culminou em uma nova intervenção cirúrgica. Em setembro de 1998, o casal viajou a Rússia para adotar um recém nascido de cinco meses, que recebeu o nome de Sergei. A família mudou-se em seguida para University City, em San Diego, visando a proximidade com o local de trabalho de Williamson. Seu irmão mais velho, Stephen, faleceu em julho de 2001.
Em fevereiro de 2015, Williamson foi diagnosticado com um novo câncer raro e agressivo, com seu médico tendo lhe dito que lhe restaria pouco tempo de vida. Após breves sessões de quimioterapia, sentiu-se melhor e voltou a trabalhar parcialmente em junho; todavia, sua condição voltou a deteriorar-se rapidamente em setembro. Ele foi transferido de sua casa a um hospital e esteve sob os cuidados de sua esposa e família, falecendo na manhã do dia 15 de setembro aos 64 anos de idade em decorrência de complicações da doença. Ele deixou sua esposa Danielle e seu filho Sergei.

## Reconhecimento e legado
Por suas contribuições na invenção da criptografia de chave pública, Malcolm Williamson, Clifford Cocks e James Ellis foram conjuntamente reconhecidos pelo prêmio IEEE Milestone Award Nº 104 em 2010 e introduzidos no Salão de Honra Criptológico da NSA em 2021.